# Paul van Zelm
Paul van Zelm (Alkmaar, 1964) is een Nederlands hoornist. 

## Opleiding
Van Zelm kreeg zijn eerste muzikale vorming in het plaatselijke harmonieorkest, waar hij aanvankelijk trompet en trombone speelde alvorens hij overstapte naar de hoorn. Zijn leraar was hoornist in de Koninklijke Luchtmachtkapel.
Van Zelm studeerde hoorn en natuurhoorn aan het Sweelinck Conservatorium in Amsterdam bij Adriaan van Woudenberg en aan de Folkwang Hochschule in Essen (Duitsland) bij Hermann Baumann. 

## Activiteiten
Al tijdens zijn studie speelde hij in symfonieorkesten onder dirigenten als Eugen Jochum, Claudio Abbado en Leonard Bernstein. Zijn eerste vaste aanstelling was als hoornist in het Kölner Rundfunk-Sinfonie-Orchester. in 1993 werd hij eerste hoornist van de Düsseldorfer Symphoniker. Sinds 1994 is hij eerste hoornist van het Radio Filharmonisch Orkest. 
Daarnaast is Van Zelm actief in een aantal ensembles, de Amsterdamse Bachsolisten, het Nederlands Blazers Ensemble, het Duitse Linos Ensemble en het Combattimento Consort Amsterdam. Als solist speelde hij onder andere met het Radio Symfonie Orkest, het Radio Kamer Orkest en het Nederlands Studenten Orkest. Hij speelde in veel landen in Europa, in de Verenigde Staten, in Zuid-Amerika en Japan.
Paul van Zelm is sinds 1999 docent aan de Musikhochschule in Keulen.